# Omer (Izrael)
Omer (hebr. עומר; arab. عومر) – samorząd lokalny położony w Dystrykcie Południowym, w Izraelu. Leży w północnej części pustyni Negew, w odległości 12 km na północ od Beer Szewy i 4 km na wschód od Rahat.
Jest to jedno z trzech miast-satelitów Beer Szewy (obok Lehawim i Metar).

## Historia
W 1949 powstał w tym miejscu kibuc Hevrona. W 1951 przekształcił się on w wioskę i zmienił nazwę na Eilata. W 1953 imigranci z Węgier i Rumunii utworzyli tutaj moszaw Omer.
W 1974 otrzymał on status samorządu lokalnego.

## Demografia
Zgodnie z danymi Izraelskiego Centrum Danych Statystycznych w 2006 roku w mieście żyło 6,3 tys. mieszkańców.
Populacja miasta pod względem wieku:
| Wiek (w latach) | Procent populacji w % |
| --------------- | --------------------- |
| 0-4             | 7,0%                  |
| 5-9             | 7,0%                  |
| 10-14           | 6,5%                  |
| 15-19           | 7,5%                  |
| 20-29           | 15,7%                 |
| 30-44           | 11,9%                 |
| 45-59           | 21,5%                 |
| ponad 60        | 22,9%                 |

Źródło danych: Central Bureau of Statistics.